# Saint-Auban
Saint-Auban – miejscowość i gmina we Francji, w regionie Prowansja-Alpy-Lazurowe Wybrzeże, w departamencie Alpy Nadmorskie. Nazwa miejscowości pochodzi od imienia św. Albana.
Według danych na rok 1990 gminę zamieszkiwało 217 osób, a gęstość zaludnienia wynosiła 5 osób/km² (wśród 963 gmin regionu Prowansja-Alpy-W. Lazurowe Saint-Auban plasuje się na 607. miejscu pod względem liczby ludności, natomiast pod względem powierzchni na miejscu 182.).